# Florian Pflügler
Florian Pflügler (* 10. März 1992 in Freising) ist ein ehemaliger deutscher Fußballspieler.

## Karriere
Pflügler gehörte mit 16 Jahren der B-Jugend des FC Bayern München an und absolvierte in der Saison 2008/09 20 U-17-Bundesligaspiele. In dieser Spielzeit erreichte mit seiner Mannschaft das Finale um die Deutsche B-Jugend-Meisterschaft, das mit 1:3 gegen den VfB Stuttgart verloren wurde. In diesem wurde er in der 93. Minute für Rico Strieder eingewechselt. Am 28. Februar 2009 (16. Spieltag) kam Pflügler bei der 1:3-Niederlage im Auswärtsspiel gegen den VfB Stuttgart erstmals für die A-Jugend in der A-Junioren-Bundesliga zum Einsatz.
Ab der Saison 2009/10 gehörte Pflügler dem Kader der U-19-Mannschaft der Bayern an und bestritt in dieser Saison 16 Bundesligaspiele, in denen ihm ein Tor gelang. In der Folgesaison 2010/11 bestritt er 25 Spiele und erzielte drei Tore. Am 30. Oktober 2010 (14. Spieltag) debütierte Pflügler in der zweiten Mannschaft des FC Bayern München, die im Auswärtsspiel der 3. Liga beim VfR Aalen ein 2:2-Unentschieden erzielte.
Zur Saison 2011/12 wechselte der Innenverteidiger zum Bayernligisten TSV 1860 Rosenheim, mit dem er 2012 in die Regionalliga Bayern aufstieg. In der Folgesaison 2012/13 bestritt er 28 Regionalligaspiele und erzielte drei Tore. Im Sommer 2013 wechselte Pflügler zum Drittligisten Wacker Burghausen. Sein Debüt am 17. August 2013 (4. Spieltag), beim 1:1-Unentschieden im Auswärtsspiel gegen Rot-Weiß Erfurt, krönte er sogleich mit dem Treffer zum Endstand in der 61. Minute per Kopfball. Nach der Saison 2013/14 stieg Wacker aus der 3. Liga ab und Pflügler wechselte zur SV Elversberg. Nachdem er dort in eineinhalb Jahren nur 14 Einsätze verbuchen konnte, entschied er sich gegen den bezahlten Profifußball und unterschrieb beim Regionalligisten TSV Buchbach einen Vertrag über dreieinhalb Jahre. Nebenbei wird er eine Berufsausbildung beginnen. Nach eineinhalb Jahren konnte er den zeitlichen Aufwand von Beruf in München und Fußball in Buchbach nicht mehr leisten. Er schloss sich deshalb dem VfR Garching an und beendete dort auch 2019 seine aktive Karriere.

## Erfolge
- Bayernliga-Meister 2012
- Zweiter der B-Jugend-Meisterschaft 2009